# FS E.552
Die Baureihe E.552 war eine Elektrolokomotiven-Baureihe der Ferrovie dello Stato. Sie wurde auf dem oberitalienischen Drehstromnetz besonders im Rangierdienst eingesetzt. Sie war von 1922 bis 1964 im Einsatz.

## Geschichte
Die Lokomotive entstand als Weiterentwicklung der FS E.551 bei Nicola Romeo nach Plänen von Kálmán Kandó. Im Gegensatz zu dieser Lokomotive wurde die E.552 als Lokomotive mit einseitigem äußeren Führerstand und angrenzenden Maschinenraum ausgeführt.
Die Lokomotiven der Reihe E.552 waren im Einsatz nicht erfolgreich. Die Zugkraft war mangelhaft und sie waren schwer zu bedienen. Die vier Dauerfahrstufen, die bei den Personenzuglokomotiven erforderlich waren, erwiesen sich bei der Lokomotive als Hindernis im Betrieb. 16,7 km/h war ihre kleinste Fahrstufe.
Aus diesen Gründen wurden die Lokomotiven nach der Erprobung in den Rangierdienst abgegeben. Sie waren während ihres gesamten Betriebseinsatzes auf den Bahnhöfen in Genua, im Hafen und den Stationen Genua Brignole und Genua P.P. im Einsatz. Fallweise wurde eine Lokomotive nach Savona ausgeliehen.  Die Lokomotiven taten bis 1963/1964 Dienst und wurden alle verschrottet.

## Technische Beschreibung
Die Lokomotiven waren mit einem einseitigen Führerstand und einem Vorbau ausgeführt, in dem sich die Antriebsmotoren sowie die Hilfseinrichtungen befanden. Diese Konfiguration war auf Grund der Abtrennung des Lokführerstandes vom Maschinenraum vorteilhaft. Das verringerte die Gefahr von Unfällen bei der Fahrt „Maschinenraum voraus“ und die Gefährdung des Lokführers im Falle von Havarien.
Anfangs erschienen die Lokomotiven in einheitlichem schwarzen Farbton, inklusive des Rahmens, der Räder, der Stromabnehmer und der Traversen. Später wurde der Führerstand rot gespritzt. In der Nachkriegszeit wurden die Lokomotiven im einheitlichen Farbton der Elektrolokomotiven mit Drehstromantrieb kastanienbraun ausgeführt.

### Mechanischer Teil
Die im Rahmen gelagerten Motoren waren etwas höher angeordnet als bei den FS E.550 oder FS E.551. Dafür wurde als Antrieb zum ersten Mal der sogenannte Kandó-Antrieb verwendet, der bei den Lokomotiven E.552.001 und E.552.002 angewendet wurde. Allerdings wurde dieser Antrieb nicht einheitlich für die Baureihe verwendet, einige Lokomotiven erhielten nach wie vor einen Antrieb in abgeänderter Form mit einem Dreieck. Andere erhielten einen Gelenkantrieb nach Bianchi.

### Elektrischer Teil und Hilfseinrichtungen
Die elektrische Ausrüstung bestand aus den beiden Fahrmotoren, dem Schaltwerk, dem Flüssigkeitsanlasser und den Hilfsbetrieben. Die Lokomotive war mit vier Geschwindigkeitsstufen von 16,7 km/h, 25 km/h, 33,3 km/h und 50 km/h ausgerüstet. Dabei hatten die Rotoren der beiden Drehstrommotoren sieben Schleifringe, vier auf dem einen Wellenende, drei auf dem anderen Wellenende. In Kombination zwischen der verschiedenen Polzahl und Parallelschaltung oder Reihenschaltung wurden die vier Fahrstufen erreicht. Innerhalb dieser Geschwindigkeitsstufen wurde der von der Fahrleitung übernommene Drehstrom mit dem optimalen Leistungsfaktor den Fahrmotoren übergeben. Zwischen den vier Fahrstufen diente der Flüssigkeitsanlasser als sogenannter Beschleuniger zwischen den Dauerfahrstufen. Die Wirkungsweise des Flüssigkeitsanlassers und die Steuerung der Lokomotive erfolgte wie bei der E 330.